# Пец (Белуно)
Пец (итал. Pez) је насеље у Италији у округу Белуно, региону Венето.
Према процени из 2011. у насељу је живело 235 становника. Насеље се налази на надморској висини од 300 м.